# ハインリッヒ・マイル
ハインリッヒ・マイル（Heinrich Mayr、1856年/1854年10月29日 - 1911年1月24日）は、明治時代にお雇い外国人として来日したドイツの林学者である。

## 経歴・人物
バイエルン州の生まれ。父が森林官だった事がきっかけで、ミュンヘン大学で林学を学んだり、ギムナジウムで森林会議の速記者となった。卒業後父が勤務する営林署に研修生として勤務したり、世界各地の森林を研究のために調査し続けた。
これにより、1885年（明治18年）に日本政府の招聘で来日し、択捉島から屋久島までの日本各地の森林を調査した。翌1886年（明治19年）に一旦帰国し、約2年後の1888年（明治21年）1月に再来日した。東京農林学校（現在の東京大学農学部）に雇われ、造林学、森林植物学等林学に関する学問の教鞭を執る等日本における森林活性化に貢献した。
1891年（明治24年）2月任期満了となり再度帰国した。帰国する際に「伊豆と九州の山岳が荒地化している」と指摘した。帰国後、母校で林学の教鞭を執った。1903年（明治36年）に当時のバイエルン皇帝オットー1世の皇太子の命により再度来日した。